# Feliz Natal
Feliz Natal là một đô thị thuộc bang Mato Grosso, Brasil. Đô thị này có diện tích 11448,049 km², dân số năm 2007 là 10313 người, mật độ 0,9 người/km².